# پایگاه نیرو هوایی سیمور جانسن
پایگاه نیرو هوایی سیمور جهنسن (به انگلیسی: Seymour Johnson Air Force Base) یک فرودگاه پایگاه نیروی هوایی است . این فرودگاه در کشور ایالات متحده آمریکا قرار دارد .